# وزارة المالية (النرويج)
وزارة المالية الملكية النرويجية (بالنرويجية: Finansdepartementet) هي وزارة نرويجية تأسست عام 1814. الوزارة مسؤولة عن مالية الدولة، بما في ذلك ميزانية الدولة والضرائب والسياسة الاقتصادية في النرويج. يتوجب على الوزارة تقديم تقرير إلى برلمان النرويج.
الوزير الحالي هو تريغفي فيدوم (حزب الوسط).

## الشركات التابعة
تتبع الوزارة الجهات الحكومية التالية:
- صندوق التقاعد العالمي
- صندوق خطة التأمين الوطني
- بنك النرويج
- سلطات الجمارك والضرائب النرويجية
- هيئة الرقابة المالية النرويجية
- الوكالة الحكومية النرويجية للإدارة المالية
- الوكالة الوطنية النرويجية للتحصيل
- إدارة الضرائب النرويجية
- إحصائيات النرويج

كما تمتلك الوزارة 19.1% من بنك الاستثمار الشمالي.

## روابط خارجية
- الموقع الرسمي